# 代官山駅
代官山駅（だいかんやまえき）は、東京都渋谷区代官山町にある、東急電鉄東横線の駅である。駅番号はTY02。

## 歴史
- 1927年（昭和2年）8月28日：東京横浜電鉄渋谷 - 丸子多摩川間延伸時に開業[1]。
- 1942年（昭和17年）5月26日：戦時合併により東京横浜電鉄が東京急行電鉄に改組、同社の駅となる。
- 1974年（昭和49年）4月から5月頃：8000系大形20 m車6両編成の運転開始に伴い、当駅における一部車両のドア非扱いが開始される[2]。
- 1986年（昭和61年）4月1日：ドア非扱い解消のため、渋谷寄りに仮設駅を設置[3]。同時に旧駅設備の全面的な改良工事が始まる[3]。
- 1989年（平成元年）
  - 3月23日：当駅のホーム延伸に支障していた渋谷2号踏切を廃止[4]。ホーム延長などの改良工事が完成し、駅を従来の位置に戻す[4]。
  - 11月16日：現在の駅舎が完成、使用開始[5]。同時に自動改札化[5]。
- 2007年（平成19年）3月18日：ICカード「PASMO」の利用が可能となる[6]。
- 2013年（平成25年）3月16日：東京メトロ副都心線との相互直通運転に伴い当駅 - 渋谷間が地下化[7][8]。地下化切り替え工事が行われる[8]。

### 駅名の由来
駅設置当時、東京府豊多摩郡渋谷町大字下渋谷字代官山に立地していたことから、地名を採ったもの。

## 駅構造
相対式ホーム2面2線、橋上駅舎を持つ地上駅であるが、急斜面にあるため、中目黒方の一部はトンネル内にある。
かつてはホームがトンネル（渋谷隧道）と踏切に挟まれた位置にあり、ホーム有効長が短く延伸が困難であり、大形20 m車（8000系など）で5両編成分、18 m車（初代7000系など）でも6両編成分しかなかった。1974年（昭和49年）春からの大形20 m車6両編成の運転開始、1982年（昭和57年）4月1日からの18 m車8両編成の各駅停車運転開始（従来は日比谷線直通の各駅停車（東横線内は中目黒 - 日吉間で運転）のみ18 m車8両編成の各駅停車を運転）に伴い、大形20 m車6・7両編成や18 m車8両編成の列車は中目黒寄り1 - 2両のドアを締切（ドアカット）としていた。
前述の通り、1986年（昭和61年）4月1日から各駅停車へ大形20 m車8両編成（それまで7両編成）の投入に伴い、本駅は渋谷方へ約300 m移動した位置に仮設駅を設置し、全面的な改良工事に着手した。3年後の1989年（平成元年）3月23日、ホーム延伸に支障していた渋谷2号踏切を廃止、20 m車8両編成に対応したホーム延伸など改良工事が完成し、当駅は従来の位置に戻された。
2013年（平成25年）3月16日の東京メトロ副都心線との相互直通運転に対応するため、渋谷駅から当駅まで地下化工事が行われた。地下化に伴い当駅中程から渋谷方にかけて緩やかな下り勾配となった。このとき、渋谷1号踏切も廃止された。その後、地上の線路跡地では再開発も行われた。

### のりば
| 番線 | 路線   | 方向 | 行先                                   |
| ---- | ------ | ---- | -------------------------------------- |
| 1    | 東横線 | 下り | 横浜・元町・中華街・新横浜・二俣川方面 |
| 2    | 東横線 | 上り | 渋谷・池袋・川越市・所沢方面           |

- 当駅には東急新横浜線・相鉄線に乗り入れる列車は停車しないため、新横浜・二俣川方面へは途中駅での乗り換えが必要となる。

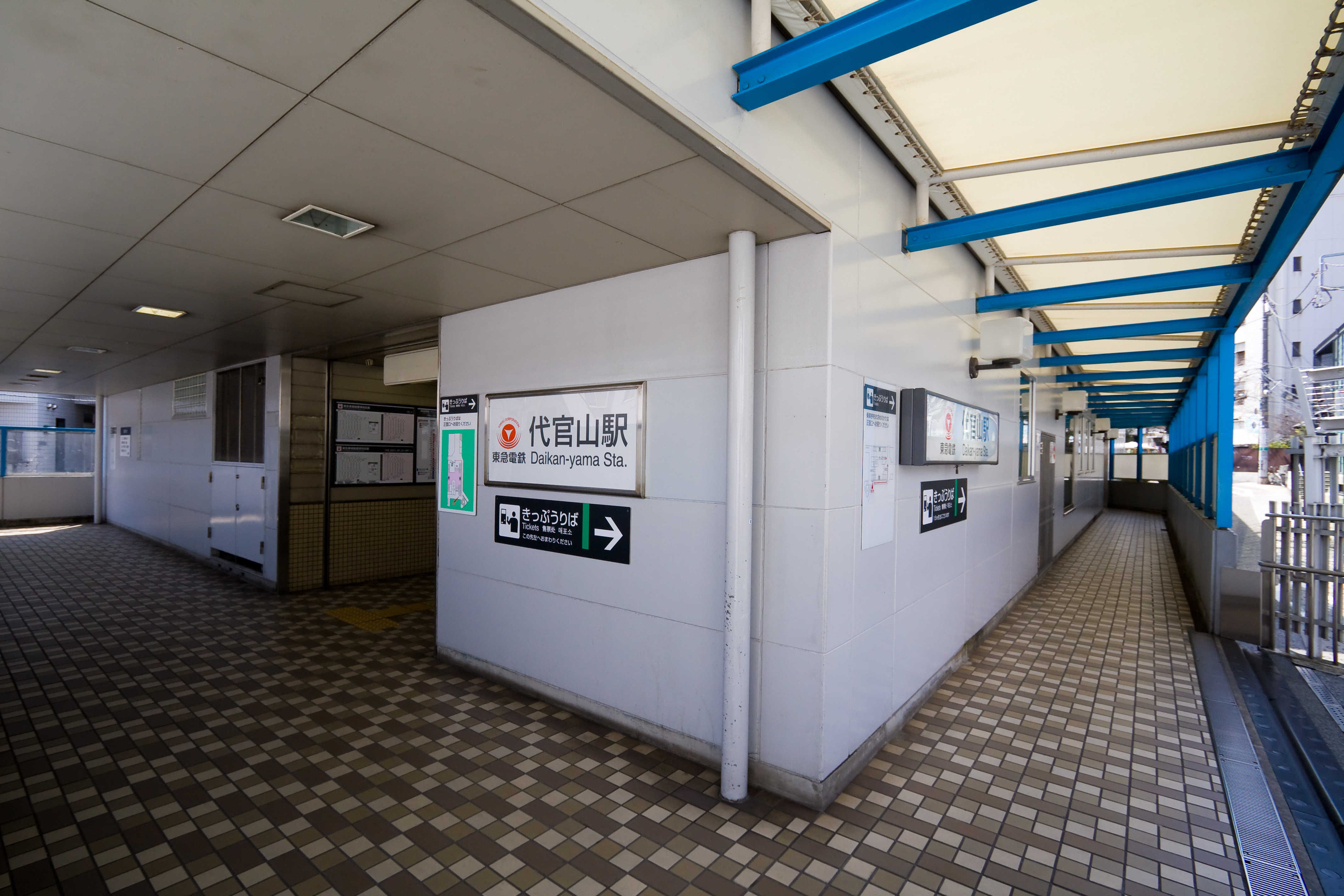
北口（2010年3月）
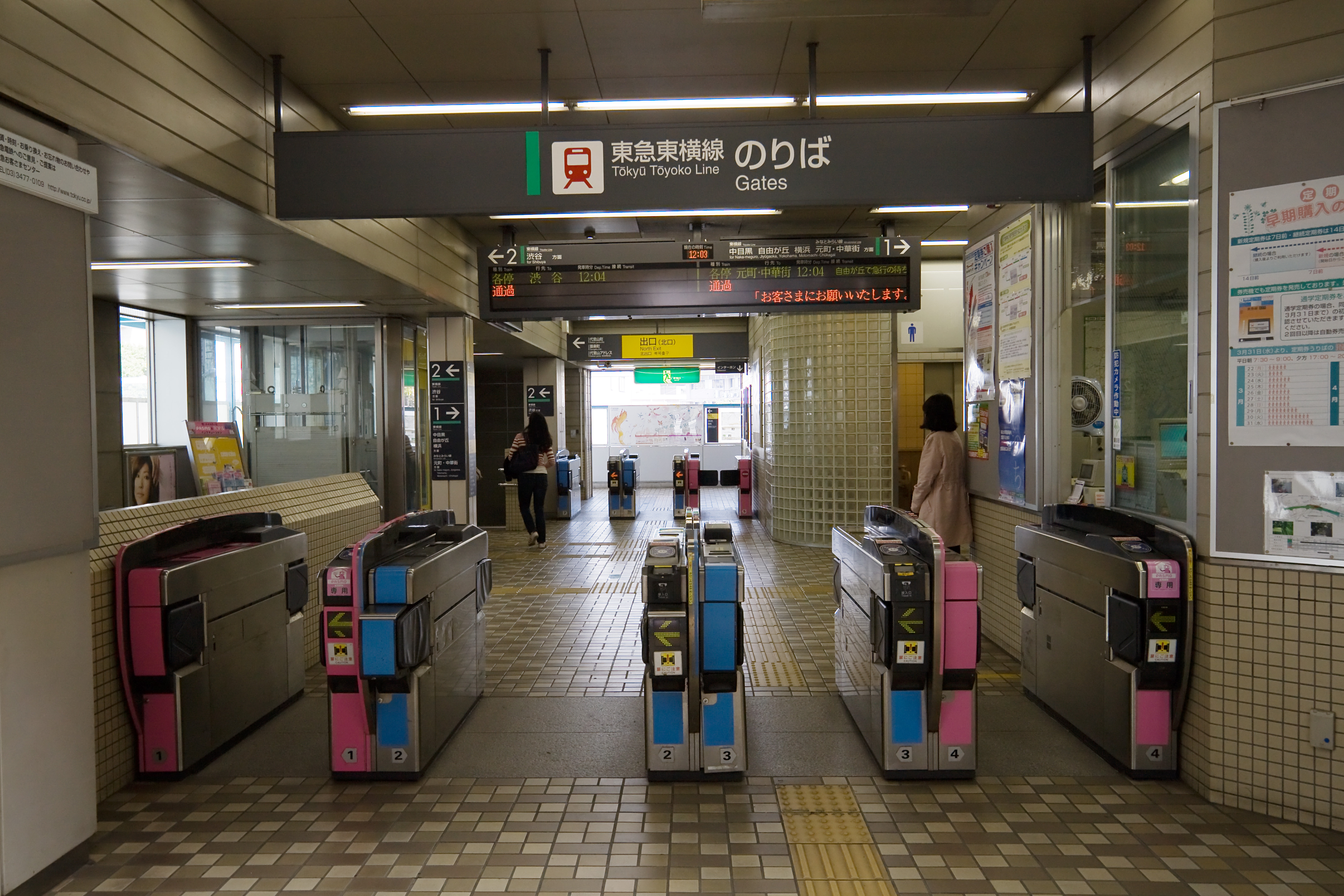
正面口・西口・東口方面改札（2010年3月）
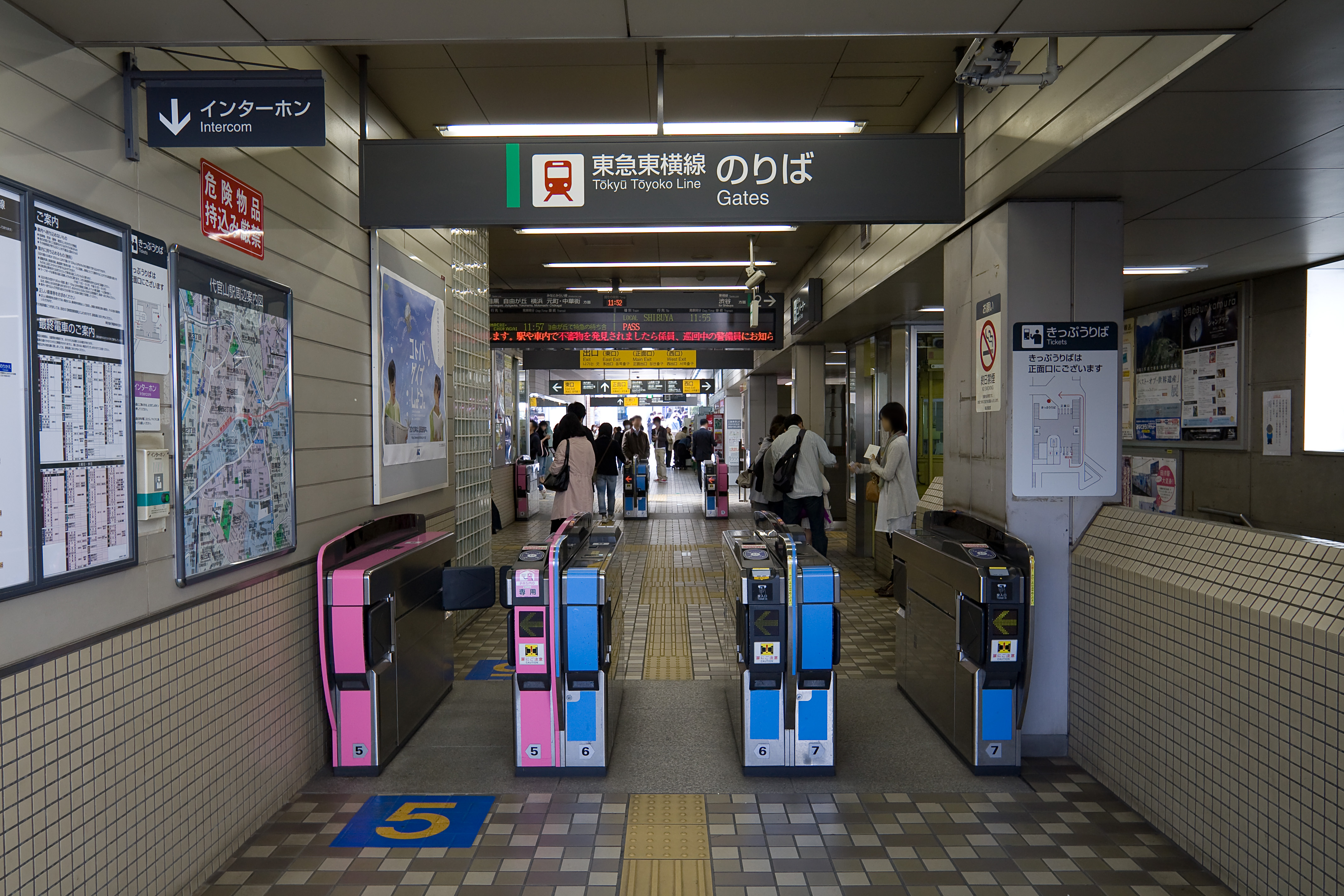
北口改札 （2010年3月）
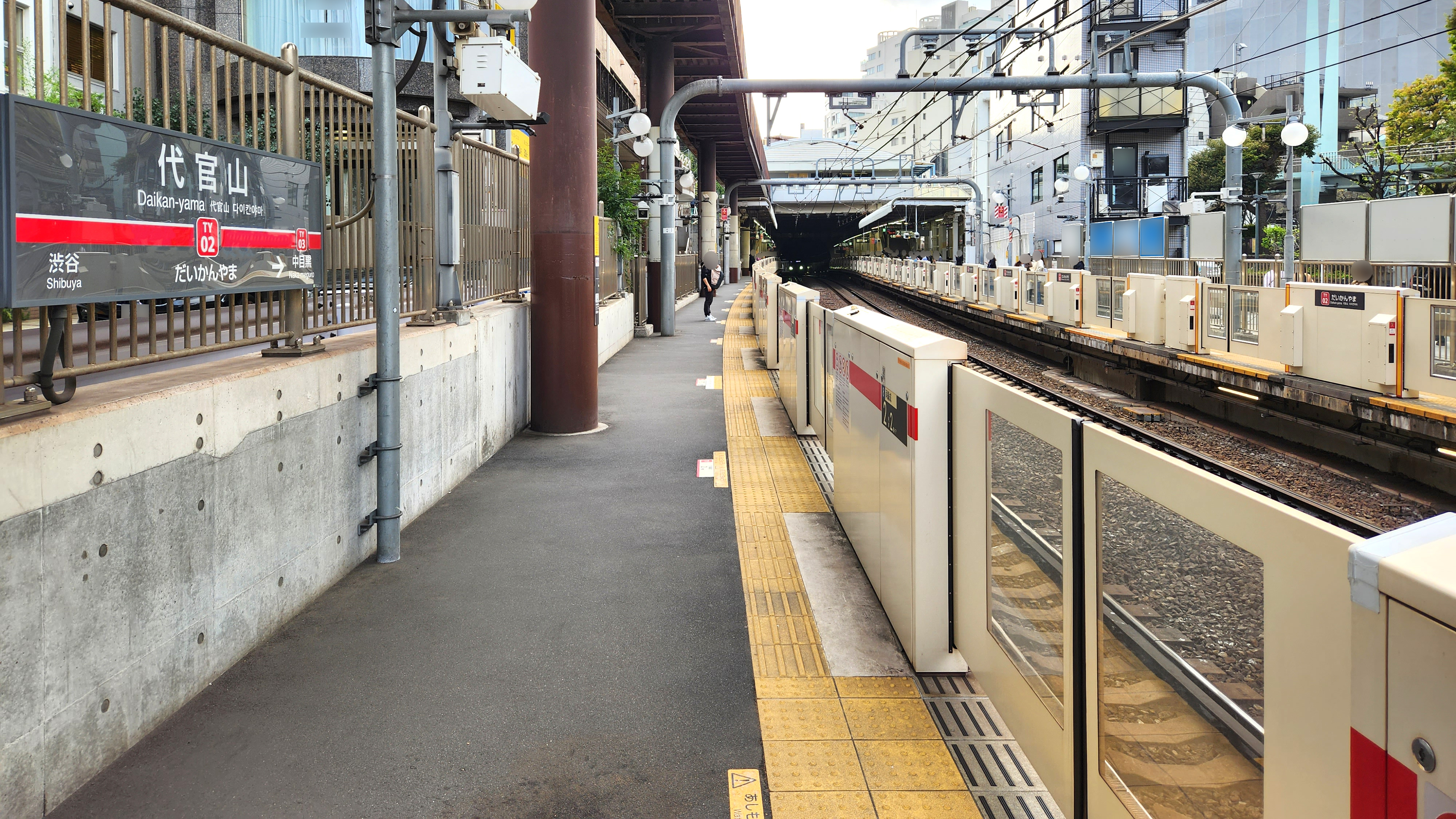
ホーム（2023年4月）

### 地下化切替工事
渋谷駅 - 当駅間の地下化工事は、市街地であり仮線路の用地確保も困難だったため、すでに池上線戸越銀座駅 - 旗の台駅間連続立体交差事業（1988年）などで実績のある仮線を必要としない「線路直下地下切替工法（STRUM（ストラム）：Shifting Track Right Under Method）」で行われた。工事区間は当駅の渋谷駅よりを中心とした273.3 mの区間。
当駅構内では駅中心から横浜駅寄り約58 mの区間は砂利（バラスト）を掻（か）き出して線路を降下させたほか、駅中心から渋谷寄りは桁降下区間（76.0 m）、沿線道路からのトラッククレーン3台による桁撤去区間（40.7 m。当駅構内はここまで）に分けて切り替え工事を施工した。その先の区間（駅間）は、門構（もんがまえ）による桁扛上（こうじょう）区間が54.1 m、工事用地からのトラッククレーンによる桁撤去区間が30.5 m、門構による桁扛上区間が13.9 m。線路の降下に合わせて、当駅ホームも最大約2.5 m降下させた。切り替えに従事した作業員は1,200人にも及んだ。
この様子はNHKの『ドキュメント72時間』「さよなら渋谷・カマボコ駅舎」（2013年4月12日放送）でも取り上げられた。また、この工事完了後、ホームドアおよび優等列車対応通路の設置に伴う工事を実施。停車位置を中目黒寄りに2 m移動したほか、渋谷寄りにホームを2両分延長している（通常は柵で閉鎖）。

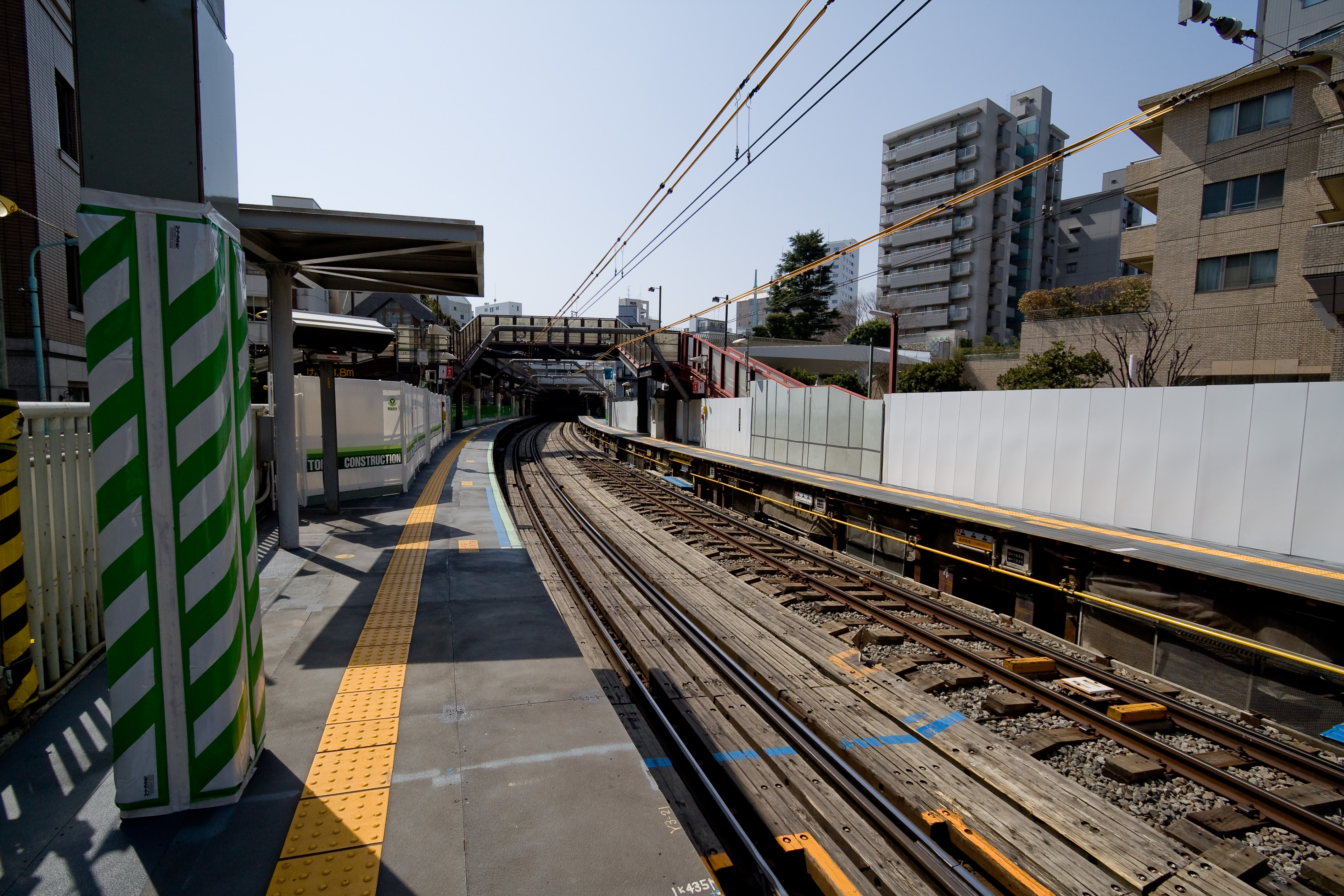
ホーム（2010年3月）
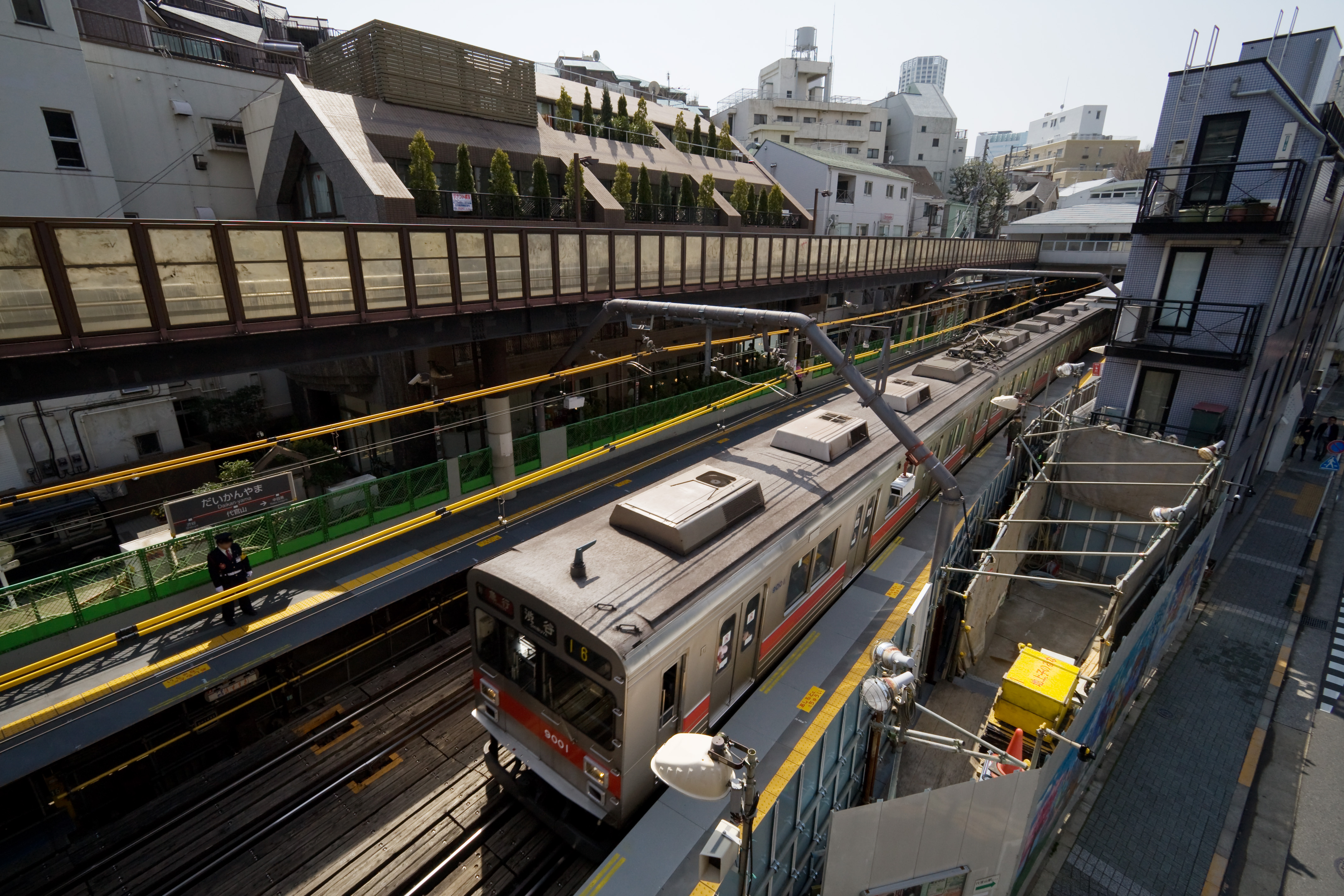
上りホームを通過する急行電車（2010年3月）
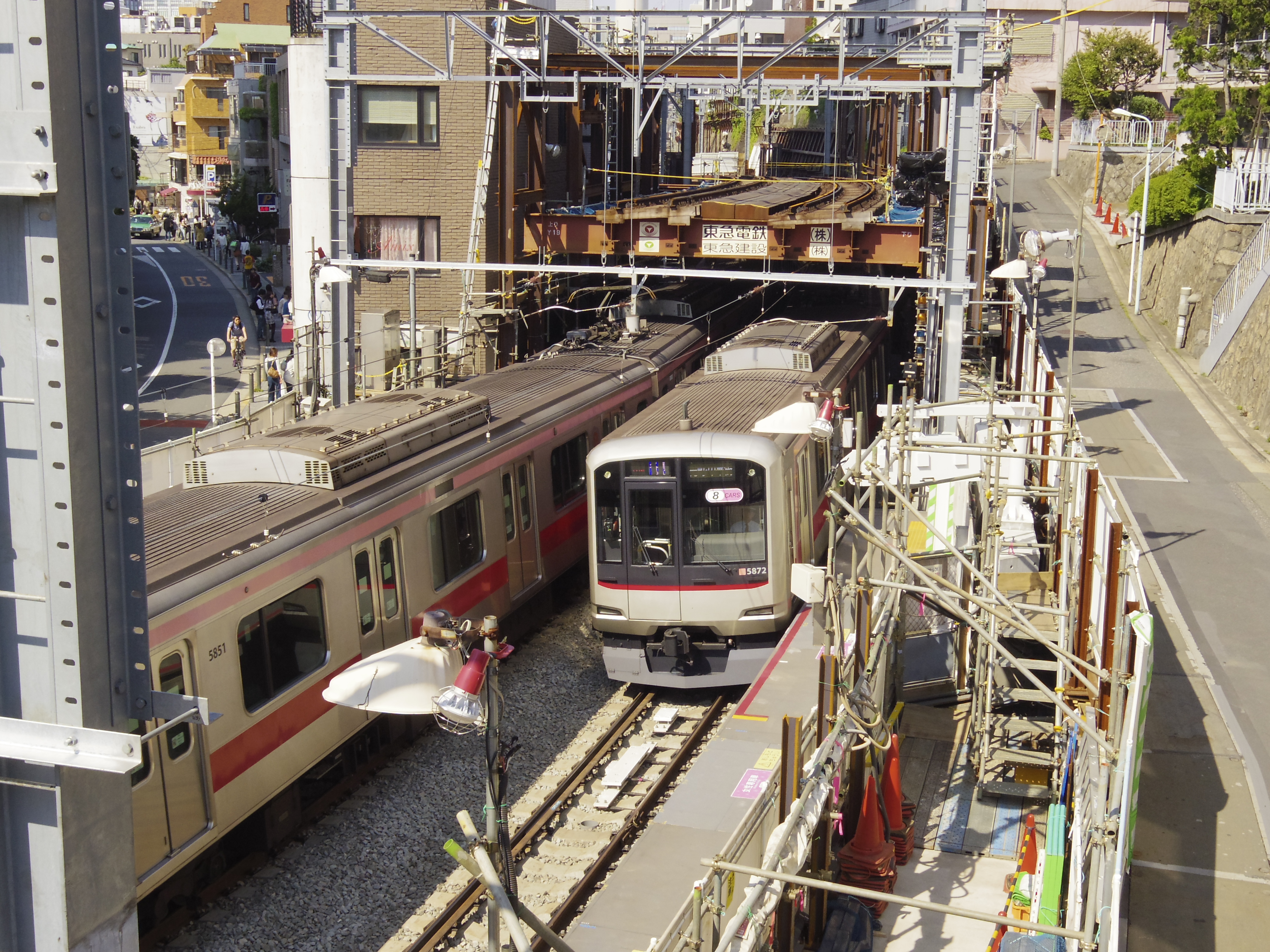
切り替え後の様子 上が切り替え前の線路。門構で桁を扛上させた（2013年4月）

## 利用状況
2024年度の1日平均乗降人員は28,772人である。
近年の1日平均乗降・乗車人員の推移は下記の通り。
| 年度               | 1日平均 乗降人員 | 1日平均 乗車人員 | 出典     |
| ------------------ | ---------------- | ---------------- | -------- |
| 1990年（平成02年） |                  | 6,690            | [ * 1 ]  |
| 1991年（平成03年） |                  | 7,380            | [ * 2 ]  |
| 1992年（平成04年） |                  | 7,748            | [ * 3 ]  |
| 1993年（平成05年） |                  | 8,197            | [ * 4 ]  |
| 1994年（平成06年） |                  | 8,710            | [ * 5 ]  |
| 1995年（平成07年） |                  | 8,932            | [ * 6 ]  |
| 1996年（平成08年） |                  | 9,192            | [ * 7 ]  |
| 1997年（平成09年） |                  | 9,614            | [ * 8 ]  |
| 1998年（平成10年） |                  | 10,241           | [ * 9 ]  |
| 1999年（平成11年） |                  | 10,937           | [ * 10 ] |
| 2000年（平成12年） |                  | 12,258           | [ * 11 ] |
| 2001年（平成13年） |                  | 13,548           | [ * 12 ] |
| 2002年（平成14年） | 28,311           | 12,940           | [ * 13 ] |
| 2003年（平成15年） | 26,744           | 12,251           | [ * 14 ] |
| 2004年（平成16年） | 24,562           | 11,570           | [ * 15 ] |
| 2005年（平成17年） | 24,168           | 11,558           | [ * 16 ] |
| 2006年（平成18年） | 24,154           | 11,553           | [ * 17 ] |
| 2007年（平成19年） | 24,676           | 11,713           | [ * 18 ] |
| 2008年（平成20年） | 24,797           | 11,756           | [ * 19 ] |
| 2009年（平成21年） | 24,259           | 11,526           | [ * 20 ] |
| 2010年（平成22年） | 23,596           | 11,210           | [ * 21 ] |
| 2011年（平成23年） | 24,903           | 11,868           | [ * 22 ] |
| 2012年（平成24年） | 28,693           | 13,642           | [ * 23 ] |
| 2013年（平成25年） | 29,483           | 14,145           | [ * 24 ] |
| 2014年（平成26年） | 30,171           | 14,491           | [ * 25 ] |
| 2015年（平成27年） | 32,420           | 15,563           | [ * 26 ] |
| 2016年（平成28年） | 32,078           | 15,400           | [ * 27 ] |
| 2017年（平成29年） | 32,148           | 15,466           | [ * 28 ] |
| 2018年（平成30年） | 31,899           | 15,351           | [ * 29 ] |
| 2019年（令和元年） | 31,241           | 14,986           | [ * 30 ] |
| 2020年（令和02年） | 20,403           |                  |          |
| 2021年（令和03年） | 23,168           |                  |          |
| 2022年（令和04年） | 26,201           |                  |          |
| 2023年（令和05年） | 27,591           |                  |          |
| 2024年（令和06年） | 28,772           |                  |          |

## 駅周辺
代官山は1990年代より東京において青山、原宿と並ぶお洒落なファッションの街として広く知られるようになった。ブティックなどのファッション関連専門店と店舗デザイナーによるカフェやレストランに代表される飲食店が多く集まっている。駅正面口に行くには鑓ヶ崎交差点と代官山交番前交差点の間にある脇道を進入する必要があり（案内板はない）、そこから明治通りにつながる道路にある代官山駅入口交差点からでは北口にしか行くことができない。
- 代官山アドレス
- LOG ROAD DAIKANYAMA
- 代官山蔦屋書店
- 渋谷代官山郵便局
- みずほ銀行研修会館
- NTT渋谷ビル
- シマダヤ本社
- 日本銀行目黒分館
- 渋谷区立スポーツプラザ
- ショップアランジアロンゾ 東京・代官山店
- ヒルサイドテラス
- 産業能率大学代官山キャンパス
- 東京都立第一商業高等学校
- 代官山東急アパートメント
- 猿楽古代住居跡公園
- 西郷山公園
- 菅刈公園
- デンマーク大使館
- エジプト大使館
- セネガル大使館
- ギニア大使館
- マレーシア大使館
- リビア大使館
- アラブ首長国連邦大使館

## バス路線
代官山駅
- 東急バス
  - ハチ公バス 夕焼けこやけルート：渋谷区役所行

代官山駅入口
- 東急バス
  - 渋71：渋谷駅東口行 / 洗足駅行
  - 代官山循環：渋谷駅西口行

## 隣の駅
東急電鉄
 東横線
■特急・□通勤特急・■急行
通過
■各駅停車
渋谷駅 (TY01) - 代官山駅 (TY02) - 中目黒駅 (TY03)
- 1946年までは、渋谷駅との間に並木橋駅が存在した。